# Championnat d'Italie de rugby à XV 1974-1975
Navigation
Serie A 1973-1974 Serie A 1975-1976
Le Championnat d'Italie de rugby à XV 1974-1975 oppose les douze meilleures équipes italiennes de rugby à XV. Le championnat débute en 1974 et se termine en 1975. Le tournoi se déroule sous la forme d'un championnat unique en matchs aller-retour.
Le Concordia Brescia remporte pour la première fois le titre, sous la conduite de Marco Bollesan, et devient le onzième club à inscrire son nom au palmarès. Le CUS Roma et le CUS Genova redescendent en Série B.

## Équipes participantes
Les douze équipes sont les suivantes :
| - Amatori Catane - L'Aquila - Concordia Brescia - CUS Genova - CUS Roma - Fiamme Oro | - Frascati Intercontinentale - Arquati Parma - Petrarca Padoue - Algida Rugby Roma - Rovigo - Metalcrom Trévise |

## Classement
| Rang | Club                       | J  | V  | N | D  | Pm  | Pe  | Diff | Pts |
| ---- | -------------------------- | -- | -- | - | -- | --- | --- | ---- | --- |
| 1    | Rugby Brescia              | 22 | 16 | 3 | 3  | 350 | 147 | +203 | 35  |
| 2    | L'Aquila Rugby             | 22 | 16 | 2 | 4  | 382 | 151 | +231 | 34  |
| 3    | Rugby Rome                 | 22 | 14 | 1 | 7  | 453 | 252 | +201 | 29  |
| 4    | Petrarca Padoue (T)        | 22 | 13 | 3 | 6  | 324 | 145 | +179 | 29  |
| 5    | Rugby Rovigo               | 22 | 13 | 3 | 6  | 366 | 202 | +164 | 29  |
| 6    | Rugby Parma                | 22 | 10 | 1 | 11 | 272 | 212 | +60  | 21  |
| 7    | Fiamme Oro Padova          | 22 | 10 | 1 | 11 | 338 | 290 | +48  | 21  |
| 8    | Frascati Intercontinentale | 22 | 10 | 1 | 11 | 261 | 247 | +14  | 21  |
| 9    | Metalcrom Trévise          | 22 | 9  | 1 | 12 | 266 | 319 | -53  | 19  |
| 10   | Amatori Catane             | 22 | 8  | 0 | 14 | 148 | 394 | -246 | 16  |
| 11   | CUS Roma                   | 22 | 5  | 0 | 17 | 220 | 409 | -189 | 10  |
| 12   | CUS Genova                 | 22 | 0  | 0 | 22 | 104 | 716 | -612 | -1¹ |

¹CUS Genova écope d'un point de pénalité.
|  | Vainqueur (no 1)         |
|  | Relégués (no 11, no 12)  |
|  | T : tenant du titre 1974 |

Attribution des points :  victoire : 2, match nul : 1, défaite : 0.

## Vainqueur
| Entraîneur | Entraîneur             | David Cornwall          |
| Avants     | Pilier                 | Biazzi, Preseglio, Sina |
| Avants     | Talonneur              | Moreschi, Pegoiani      |
| Avants     | Deuxième ligne         | Geroldi                 |
| Avants     | Troisième ligne aile   | Colombi                 |
| Avants     | Troisième ligne centre |                         |
| Arrières   | Demi de mêlée          | Ambrosini               |
| Arrières   | Demi d'ouverture       | F. Del Bono             |
| Arrières   | Centre                 | Vigasio                 |
| Arrières   | Ailier                 | Invercini               |
| Arrières   | Arrière                | Antonelli               |